# 鲁本斯号列车
鲁本斯号（荷蘭語：Rubens）是曾經运营于法国巴黎至比利时布鲁塞尔间一班国际列车所使用的名称，由法国国家铁路及比利时国家铁路在1974年至1997年间共同开行。其命名源自文艺复兴时期的巴洛克画家彼得·保羅·魯本斯，后者生平曾常年活跃于法兰德斯地区（今属比利时）。列车曾先后被纳入全欧快车和欧城列车等类别，直至1995年被大力士高速列车所取代。

## 全欧快车
鲁本斯号是在1974年与梅姆林号共同作为全欧快车类别（TEE）首次推出，以满足巴黎至布鲁塞尔间日益增长的乘客数量。这是两地间开行的第五班及第六班全欧快车，它们与此前四班全欧快车共同获得从79至88的连续编号分配，其中鲁本斯号是早晨6:42分离开布鲁塞尔南站，使用车次为TEE78次，后于下午6:42分从巴黎北站返回，使用车次为TEE87次；而与之对应的梅姆林号则是于早晨6:45分从巴黎发车，下午6:40分从布鲁塞尔返回。
| 78次 | 78次  | 停靠站   | 87次  | 87次 |
| 里程 | 时刻  | 停靠站   | 时刻  | 里程 |
| ---- | ----- | -------- | ----- | ---- |
| 0    | 06:42 | 布鲁塞尔 | 21:05 | 310  |
| 310  | 09:02 | 巴黎     | 18:45 | 0    |

鲁本斯号运行采用电力机车牵引的客车车厢编组。其在法国境内的本务机主要由法国国家铁路CC40100型电力机车担当，比利时境内的本务机则由在技术上与前者完全相同的比利时国家铁路18型电力机车担当。客车车厢则采用TEE PBA型车厢，部分配属于法国国家铁路，部分则配属与比利时国家铁路。
1984年5月30日，巴黎至布鲁塞尔的全欧快车服务被缩减为双向每日四班，鲁本斯号的车次被重新编号为TEE81（北行）/84（南行）次。

## 欧城列车
与其它在同一线路运营的全欧快车一样，鲁本斯号于1987年被纳入欧城列车（EC）类别，并开始搭载二等车厢，车次变更为EC81/84次。1993年5月23日，鲁本斯号开始重新以全欧快车的名义执行巴黎－布鲁塞尔的一站直达列车服务，这是在法國高速鐵路北線在建成前所提供的过渡性服务。当后者于1995年1月23日建成后，鲁本斯号宣告停运。

## 脚註
1. ↑  Mertens & Malaspina 2007，第366頁.
2. ↑  Hajt 2001，第114頁.
3. ↑  Mertens & Malaspina 2007，第363頁.
4. ↑  Hajt 2001，第106頁.
5. ↑  Mertens & Malaspina 2007，第367頁.
6. ↑  Mertens & Malaspina 2007，第406頁.
7. ↑  Mertens & Malaspina 2007，第407頁.